# Миллер, Джоди
Мирна Джой Миллер (англ. Myrna Joy Miller), больше известная как Джоди Миллер (англ. Jody Miller; 29 ноября 1941, Финикс — 6 октября 2022, Бланчард) — американская кантри-певица.
Выросла в штате Оклахома, музыкальную карьеру начала в начале 1960-х гг. в Лос-Анджелесе. Первый альбом вышел в 1964 году. В 1966 году получила премию «Грэмми». Всего выпустила 14 альбомов и три десятка синглов.

## Биография

### Детство и начало карьеры (1941-1960)
Мирна Джой Миллер родилась 29 ноября 1941 года в Финиксе, штат Аризона. Выросла и провела всё детство в Бланчарде, штат Оклахома. Про детство и юношество нет точной информации. С раннего возраста она проявляла интерес к музыке, что стало началом её долгой и успешной карьеры. Вероятно, в конце 1950-х, переехала в Лос-Анджелес, в возрасте от 18 до 19 лет. В начале 1960-х начала свою музыкальную карьеру. Её талант и уникальный голос быстро привлекли внимание, и она начала записывать песни, которые стали популярными среди слушателей. С самого начала она проявляла интерес к смешению жанров, что позволяло ей исполнять как кантри, так и фолк.

### Первый успех и карьера
Её прорыв произошел в 1965 году, когда Джоди выпустила сингл "Queen of the House". Эта песня была ответом на хит Роджера Миллера "King of the Road" и принесла ей широкую известность. За исполнение этой песни, Джоди Миллер была удостоена премии «Грэмми» за лучшее женское вокальное исполнение в стиле кантри в 1966 году, что закрепило её статус звезды и сделало её известной по всей Америке. После этого, певица продолжила свою сольную карьеру.

### Дальнейшая карьера
В течение своей карьеры Миллер выпустила 14 альбомов и множество синглов, став одной из самых популярных исполнительниц в жанре кантри в 1960-х и 1970-х годах. Она работала с крупными музыкальными лейблами и выступала на многочисленных концертах и телевизионных шоу. Её музыка отличалась насыщенными вокальными партиями и мелодиями, которые находили отклик у широкой аудитории.
Помимо "Queen of the House", она записала множество других популярных песен, включая "Home of the Brave" и "He's So Fine". Её репертуар включал как оригинальные композиции, так и каверы, которые она исполняла с особой харизмой и чувственностью.

### Личная жизнь и наследие
Джоди Миллер была не только певицей, но и женщиной с ярким характером. Она продолжала выступать и поддерживать музыкальные проекты даже после того, как её слава несколько угасла в 1980-х годах. В последние годы она занималась педагогической деятельностью, помогая молодым исполнителям развивать свои таланты.
Джоди была замужем за Монти Брукса, с которым был заключён брак в 1962 году, и расторгнут в 2014 году.
6 октября 2022 года Джоди Миллер скончалась в возрасте 80 лет, в родном Бланчарде, штат Оклахома. Её вклад в музыку запомнился благодаря её смелости смешивать жанры, великолепному вокалу и искренним песням, которые до сих пор находят отклик у поклонников. Она оставила после себя богатое наследие, вдохновляя новое поколение музыкантов своим примером.

## Дискография

### Альбомы
| Название                           | Год  | Количество песен |
| ---------------------------------- | ---- | ---------------- |
| Wednesday`s Child Is Full Of Woe   | 1963 | 12               |
| Home Of The Brave                  | 1965 | 12               |
| Queen Of The House                 | 1965 | 13               |
| Sings The Great Hits Of Buck Owens | 1966 | 12               |
| The Nashville Sound Of Jody Miller | 1968 | 14               |
| Look At Mine                       | 1970 | 11               |
| He`s So Fine                       | 1971 | 11               |
| There`s A Party Goin` On           | 1972 | 11               |
| Good News!                         | 1973 | 11               |
| House Of The Rising Sun            | 1974 | 11               |
| Country Girl                       | 1975 | 10               |
| Will You Love Me Tomorrow?         | 1976 | 10               |
| Here`s Jody                        | 1977 | 10               |